# Рібадумія
Рібадумія (гал. Ribadumia, ісп. Ribadumia) — муніципалітет в Іспанії, у складі автономної спільноти Галісія, у провінції Понтеведра. Населення — 4874 осіб (2009).
Муніципалітет розташований на відстані близько 480 км на північний захід від Мадрида, 12 км на північний захід від Понтеведри.

## Демографія
Динаміка населення (INE ):

## Галерея зображень

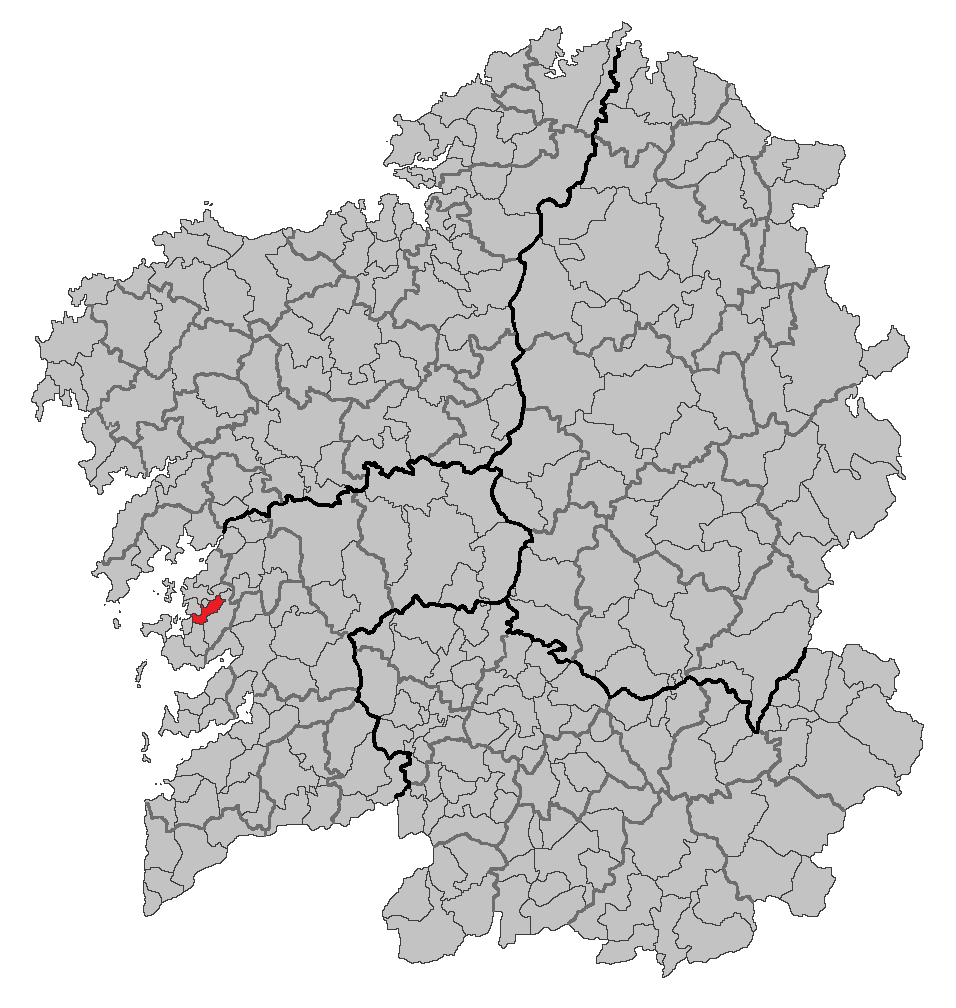
Розташування муніципалітету